# Высмежице (гмина)
Высмежице (пол. Wyśmierzyce) — гмина (уезд) в Польше, входит как административная единица в Бялобжегский повет, Мазовецкое воеводство. Население — 2909 человек (на 2004 год).

## Демография
| Перепись                       | Всего   | Всего | Женщины | Женщины | Мужчины | Мужчины |
| ------------------------------ | ------- | ----- | ------- | ------- | ------- | ------- |
| Единицы                        | человек | %     | человек | %       | человек | %       |
| Население                      | 2909    | 100   | 1411    | 48,5    | 1498    | 51,5    |
| Плотность населения (чел./км²) | 27,9    | 27,9  | 13,5    | 13,5    | 14,4    | 14,4    |

## Сельские округа
1. Гжмёнца
2. Яблонна
3. Кожень
4. Клямы
5. Костшин
6. Козлув
7. Кеджин
8. Кожухув
9. Ольшове
10. Папротно
11. Редлин
12. Вулька-Кожуховска
13. Романув
14. Уляски-Гжмёнцке
15. Виташин
16. Бродек
17. Гурки
18. Ерузаль
19. Уляски-Стамировске

## Соседние гмины
1. Гмина Бялобжеги
2. Гмина Кльвув
3. Гмина Могельница
4. Гмина Нове-Място-над-Пилицей
5. Гмина Потворув
6. Гмина Промна
7. Гмина Радзанув